# Pieskow (Friedland)
Pieskow (niedersorbisch Pěski) ist ein Ortsteil der amtsfreien Stadt Friedland im Landkreis Oder-Spree (Brandenburg). Der Ort gehörte in der frühen Neuzeit zusammen mit Niewisch und Speichrow zu den drei sog. „Wasserdörfern“ oder „Zieckoschen Gütern“, die ein Lehen des Klosters Neuzelle und bis 1816 eine Exklave des Kreises Guben im Kreis Lübben waren. Pieskow war bis zur Eingemeindung nach Friedland im Jahr 2001 eine selbständige Gemeinde.

## Geographische Lage
Pieskow liegt ca. 6 km südwestlich von Friedland und ca. 9 km nordwestlich von Lieberose am Ostufer des Schwielochsees. Die Gemarkung grenzt im Norden an Niewisch, Ortsteil der Stadt Friedland, im Osten an Schadow, ebenfalls ein Ortsteil der Stadt Friedland, und Goschen, Ortsteil der Stadt Lieberose, im Süden an Speichrow, Ortsteil der Gemeinde Schwielochsee und im Westen an den ebenfalls zu Speichrow gehörenden Schwielochsee. Der Ort ist über die L 441 erreichen, die beim Wohnplatz Wuggelmühle von der B 168 abzweigt und über Möllen, Niewisch, Pieskow weiter nach Speichrow und Goyatz führt und dort in die B 320 mündet. In Pieskow zweigt die L 434 nach Schadow ab. Höchste Erhebung ist der 63,8 m hohe Weinberg unmittelbar südwestlich des Ortskerns. Tiefster Punkt ist der Seespiegel des Schwielochsees mit 40,8 m.
Die Gemarkung wird von Südosten nach Nordwesten von dem von der Gemarkung Schadow kommenden Pieskower Torfgraben durchzogen. Im Süden der Gemarkung gibt es einen weiteren namenlosen See. Westlich des Ortskerns am Schwielochsee liegt eine Wochenendhaussiedlung.

## Geschichte
Der Ort wurde in einer nicht genau datierten Abgabenliste des Klosters Neuzelle, die zwischen 1416 und 1426 entstand, erstmals als „Pyeszk“ erwähnt. Der Name ist wohl von einer aso. Grundform „*pěski = Siedlung auf Sandflächen“ abzuleiten. Nach Rudolf Lehmann im Historischen Ortslexikon war Pieskow nach der Dorfstruktur ursprünglich ein Sackgassendorf. Nach dem Schmettauschen Kartenwerk von 1767/87 war es dagegen ein Straßendorf. Die damalige „Straße“ führte von Niewisch durch Pieskow hindurch weiter nach Speichrow. Ein weiterer Weg zweigte am nördlichen Ortsausgang nach Osten ab und führte am Nordrand der Torfgrabenniederung nach Schadow.

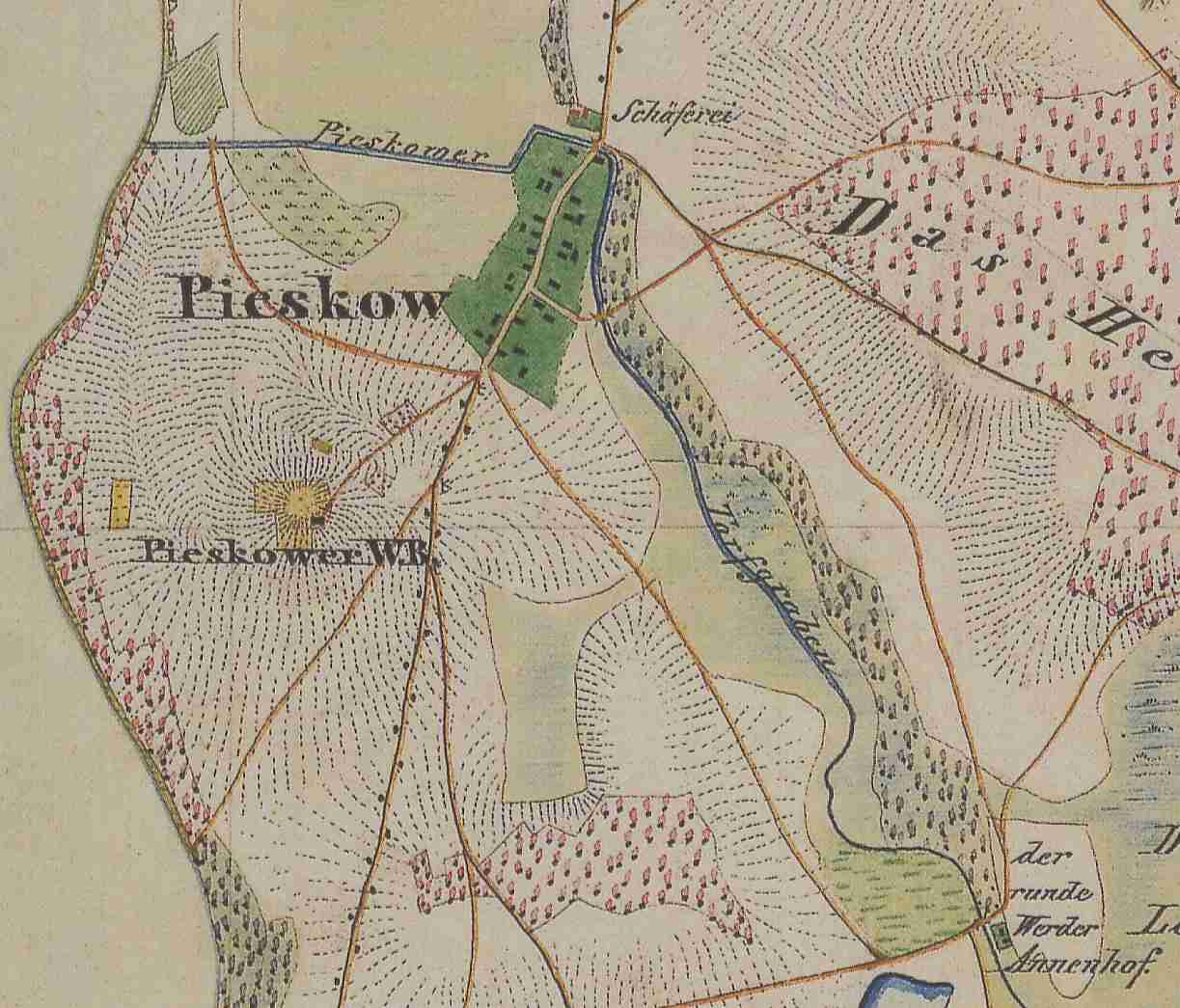
Pieskow auf dem Urmesstischblatt 3951 Trebatsch von 1846

Das Dorf war wahrscheinlich schon vor 1388 im Besitz des Klosters Neuzelle. Nach dem Urkundenbuch des Klosters Neuzelle bestätigte König Wenzel dem Kloster Neuzelle die von Jobst von Mähren verbriefte Übergabe der Stadt Fürstenberg an der Oder mit den Dörfern Krebsjauche (heute Wiesenau), Ziltendorf, Diehlo und Speichrow. Wahrscheinlich gehörte damals auch schon Pieskow dazu. In einer Hebeliste des Klosters Neuzelle aus den Jahren 1416/26 wird jedenfalls Pyeszk als Besitz des Klosters genannt. Sehr wahrscheinlich gehörte Niewisch damals ebenfalls schon dem Kloster.
1429 wurde das Kloster Neuzelle durch die Hussiten zerstört. Abt Nicolaus II. von Bomsdorf (1432–1469) baute das Kloster wieder auf. Er musste dazu aber einige Klosterdörfer verkaufen, meist auf Wiederkauf. Darunter befanden sich sehr wahrscheinlich auch Pieskow und Speichrow. Zu Ende des 15. Jahrhunderts waren nämlich beide Dörfer im Besitz des Kunz v. Löben, der seinen Sitz in Trebitz hatte. 1495 kaufte das Kloster die drei Dörfer von der Witwe des Kunz v. Löben, Elisabeth v. Birckholtz für 1.800 rheinische Gulden zurück. Dies wurde von Nickel v. Czetwitcz (Zedtwitz) zu Osnig (Groß Oßnig) als ihren Vormund sowie den Brüdern Caspar und Heinrich Birckholtz zu Schorbus bezeugt. Die Witwe erhielt außerdem ein Leibgeding von 900 Gulden. Niewisch dagegen war damals an die v. Zabeltitz verliehen. Es muss bald darauf an das Kloster gekommen sein.
Siegmund d. J. v. Zieckau auf Neudöbern kaufte 1577 vom Kloster Neuzelle die drei Dörfer Niewisch, Pieskow und Speichrow. Sie blieben jedoch Vasallengut des Klosters Neuzelle. Er baute sich einen neuen Rittersitz in Niewisch auf und verkaufte 1579 sein bisheriges Gut Neudöbern. Siegmund d. J. war einer der vier Söhne des 1542 verstorbenen Siegmund d. Ä. v. Zieckau. Der Sohn Hans musste bereits 1569 seinen Anteil am Gut Neudöbern an Siegmund d. J. verkaufen. Der Sohn Balthasar war früh verstorben. Der vierte Bruder, Christoph v. Zieckau, Bürger in Calau, erwarb 1579 das Dorf Schmogro (heute Großräschen Ost, Landkreis Oberspreewald-Lausitz). Nach dem Geschlecht der v. Zieckau wurden die drei Dörfer auch die „Zickoschen Güter“ genannt, oder nach ihrer Lage hießen die drei Dörfer auch die „Wasserdörfer“. Nach seiner Lage am Schwielochsee wurde gelegentlich auch das nördlich an Niewisch anschließende Möllen ebenfalls zu den Wasserdörfern gerechnet; es hatte jedoch eine etwas andere Besitzgeschichte, war jedoch auch im Besitz der v. d. Schulenburg. Eine Tochter Catharina aus dem Hause Pieskow war nach der Zabeltitzschen Familiengeschichte mit Heinrich v. Zabeltitz auf Groß Leine verheiratet. Er hatte 1599 ein Freihaus in Lübben (Spreewald) von Wolf Ernst v. Beerfelde erworben.
1597 kaufte Richard III. v. d. Schulenburg auf Lieberose die drei Dörfer um 11.200 Taler. Richard III. starb am 25. November in Pieskow auf der Jagd.
Ihm folgte sein Sohn Joachim (VII.) nach. Er musste einige seiner Besitzungen verkaufen, um Schulden zu bedienen. Als er 1619 starb, waren die Schulden aber immer noch so hoch, dass die Herrschaften Lübbenau und Neu-Zauche den Gläubigern überlassen werden mussten. Zunächst fiel die Herrschaft Lieberose an die Witwe des Joachim, Maria Hedwig Burggräfin von Dohna. 1643 trat sie die Herrschaft an ihren Sohn Heinrich Joachim ab. Er konnte 1648 noch die Lamsfeldschen Güter erwerben und bestimmte in seinem Testament die Herrschaft Lieberose, die Lamsfeldschen Güter und die Zickoschen Güter zu einem Majorat. Nach seinem Tod 1665 ohne Leibeserben fiel der Besitz an Achaz (II.) von der Schulenburg auf Beetzendorf in der Altmark, der damals Landeshauptmann der Altmark und kurfürstlich-brandenburgischer Geheimrat war. 1672 hatten die drei Dörfer zusammen die vergleichsweise hohe Schatzung von 3000 Talern.
Besitznachfolger 1681 wurde zunächst Levin Joachim, er starb aber 1694 kinderlos. Nun fiel der Besitz an den jüngsten Sohn Hans Georg. Dieser war dänischer Generalmajor und hatte sich im Krieg gegen Schweden Auszeichnungen erworben. Hans Georg von der Schulenburg starb 1715, Erbe war sein einziger Sohn Georg Anton.
1778 starb Georg Anton v. d. Schulenburg. Danach kam es zu einem Erbschaftsstreit, da Georg Anton nämlich die Allodialgüter den Kindern seiner Schwester Sofie Henriette Gräfin von Podewils vermacht hatte. Der Streit ging darum, was Allod und was zum Majorat zu rechnen war. Der Rechtsstreit endete 1781 mit einem Vergleich. Die Familie der Grafen von Podewils erhielt die Herrschaft Leuthen, während die Herrschaft Lieberose, die Lamsfeldschen Güter, die Zickoschen Güter, Siegadel und Trebitz der Familie von der Schulenburg verblieb. Nun ging aber der Rechtsstreit unter den erbberechtigten Vettern der von der Schulenburg weiter, der erst 1787 endgültig zugunsten des ältesten der Vettern, dem dänischen Generalleutnant Johann Heinrich aus der Tucheimer Linie entschieden wurde. Johann Heinrich von der Schulenburg nahm die Herrschaft Lieberose 1787 in Besitz. Seine Ehe mit Friederike Luise Gräfin Knut blieb jedoch kinderlos und nach seinem Tod 1791 erbte der Sohn seines jüngsten Bruders Achaz Albrecht Ludwig, Dietrich Ernst Otto Albrecht, die Herrschaft Lieberose bzw. das Majorat. Dietrich Ernst Otto Albrecht von der Schulenburg (1756–1831) verkaufte die Herrschaft Lieberose bzw. die damit verbundenen Güter 1806 an seinen jüngeren Bruder Friedrich Ferdinand Bernhard Achaz. Dieser wurde 1816 in den erblichen preußischen Grafenstand erhoben.
1824 wurde die standesherrliche Gerichtsbarkeit zunächst aufgehoben und die Gerichtsbarkeit in der Herrschaft dem Gerichtsamt Lieberose überwiesen. 1834 beantragte der Graf die Rückübertragung der Zivilgerichtsbarkeit und erhielt diese auch 1836 zurück. 1849 ging die Zivilgerichtsbarkeit dann doch endgültig an das Kreisgericht Lieberose über. Die Patrimonialgerichtsbarkeit im Gutsbezirk, der aus dem Schloss und seinen Vorwerken geschaffen wurde, blieb aber erhalten. Mit der Ablösung der Feudallasten Mitte des 19. Jahrhunderts ging damit im Grunde die Zeit der Feudalherrschaft Lieberose zu Ende, obwohl Pieskow formal noch Bestandteil der Standesherrschaft Lieberose blieb. 1847 war Friedrich Ferdinand von der Schulenburg gestorben. Sein Sohn Friedrich Albrecht erbte nun den Besitz. 1869 starb Friedrich Albrecht von der Schulenburg. Ihm folgte sein Sohn Dietrich Friedrich Joachim Graf von der Schulenburg (1849–1911).
1910 gehörte zur Herrschaft Lieberose bzw. Gutsbezirk noch 11.610 ha Land, darunter allein 9.221 ha Wald. 1911 starb Dietrich von der Schulenburg. Erbe wurde sein jüngerer Bruder Otto (1857–1945). 1929 wurde der Gutsbezirk mit der Stadt Lieberose vereinigt. Damit ging der letzte Rest der Standesherrschaft Lieberose an kommunale Instanzen über. Infolge des Gesetzes über die Aufhebung der Standesvorrechte des Adels und die Auflösung der Hausvermögen wurde der Fideikommiss Freie Standesherrschaft Lieberose 1929 aufgelöst und in eine Waldstiftung umgewandelt. Diese Form war vom Gesetz zugelassen, um größeren Waldbesitz in einer Hand zu halten. 1943 wurde die Familie von der Schulenburg z. T. enteignet, um auf den zugehörigen Forstflächen einen Truppenübungsplatz anzulegen. Letzte Besitzer der Waldstiftung Lieberose waren der 1945 gestorbene Graf Otto und sein Sohn Graf Albrecht Friedrich von der Schulenburg. Die Reste der Waldgutstiftung wurden dann nach 1945 von den sowjetischen Militärbehörden enteignet.

## Das Dorf Pieskow
1416/26 hatte das Dorf 32 Hufen, von denen eine Hufe dem Pfarrer in Niewisch und dem Gottshaus in Trebitz zinste. Der Zins betrug drei Scheffel Korn, 6 Groschen und 15 Heller. Der Dorfrichter bewirtschaftete sechs Hufen, es gab also 25 Zinshufen. Es werden neun Gärten erwähnt.
| Bevölkerungsentwicklung von 1818 bis 2000 | Bevölkerungsentwicklung von 1818 bis 2000 | Bevölkerungsentwicklung von 1818 bis 2000 | Bevölkerungsentwicklung von 1818 bis 2000 | Bevölkerungsentwicklung von 1818 bis 2000 | Bevölkerungsentwicklung von 1818 bis 2000 | Bevölkerungsentwicklung von 1818 bis 2000 | Bevölkerungsentwicklung von 1818 bis 2000 | Bevölkerungsentwicklung von 1818 bis 2000 | Bevölkerungsentwicklung von 1818 bis 2000 | Bevölkerungsentwicklung von 1818 bis 2000 | Bevölkerungsentwicklung von 1818 bis 2000 | Bevölkerungsentwicklung von 1818 bis 2000 | Bevölkerungsentwicklung von 1818 bis 2000 | Bevölkerungsentwicklung von 1818 bis 2000 |
| ----------------------------------------- | ----------------------------------------- | ----------------------------------------- | ----------------------------------------- | ----------------------------------------- | ----------------------------------------- | ----------------------------------------- | ----------------------------------------- | ----------------------------------------- | ----------------------------------------- | ----------------------------------------- | ----------------------------------------- | ----------------------------------------- | ----------------------------------------- | ----------------------------------------- |
| Jahr                                      | 1818                                      | 1846                                      | 1871                                      | 1890                                      | 1910                                      | 1925                                      | 1939                                      | 1946                                      | 1950                                      | 1964                                      | 1971                                      | 1981                                      | 1991                                      | 2000                                      |
| Einwohner                                 | 180                                       | 210                                       | 248                                       | 265                                       | 274                                       | 242                                       | 220                                       | 344                                       | 296                                       | 186                                       | 190                                       | 162                                       | 172                                       | 191                                       |

1708 wohnte nur noch ein Bauer, dafür aber 18 Kossäten und zwei Büdner in Pieskow. 1718 werden 14 Kossäten genannt, und das Dorf hatte 1000 Gulden Schatzung. 1723 werden 21 Untertanen erwähnt. Im Schmettauschen Kartenwerk von 1767/87 ist eine Schäferei südöstlich des Ortskerns eingezeichnet (dagegen im Urmesstischblatt von 1846 am nördlichen Ortsrand). Östlich von Speichrow ist ein größerer Teich als „Peiskowische Teich“ eingezeichnet. Der Pieskower Torfgraben ist noch mit einem gewundenen Verlauf dargestellt, war also noch nicht begradigt. 1795 war auch ein Freibüdner im Dorf angesessen.
1809 waren ein Ganzbauer (Vollbauer), 18 Ganzkossäten und zwei Häusler oder Büdner in Pieskow wohnhaft. 1818 gab es 25 Feuerstellen, in denen 178 Menschen wohnten. Es wurde damals auch Weinbau getrieben, denn es ist separat gelegenes Winzerhaus mit einer Feuerstelle und zwei Einwohnern genannt. Die Schäferei war an die Einwohnerschaft in Pieskow vererbpachtet. Bei Pieskow wurde seit 1818 Torf abgebaut, der über den Torfgraben zum Schwielochsee und von dort bis in die Kalköfen von Rüdersdorf transportiert wurde.
1840 gab es bereits 25 Wohnhäuser in Pieskow mit 212 Einwohnern; auch das Winzerhaus ist noch vorhanden. Erstmals wird nun auch der Annenhof erwähnt. Das Urmesstischblatt von 1846 verzeichnet am und auf dem Pieskower Weinberg südlich des Ortskerns drei unterschiedlich große, gelb gefärbte Parzellen, sicher die Rebflächen sowie ein Gebäude, das Winzerhaus. Am nördlichen Ortsausgang befand sich die Schäferei.  1853 gab es eine Landschule im Ort. Für dieses Jahr gibt Berghaus einen Wohnhausbestand von 30 Gebäuden und 242 Einwohnern an, dazu gehörte das Vorwerk Annenhof. Im Jahre 1864 wurden bereits 32 Häuser und 257 Einwohner gezählt. Der Annenhof bestand aus einem Wohngebäude, in dem aber 10 Menschen lebten. Bis mindestens 1864 wurde am Pieskower Weinberg noch Weinbau betrieben. 1870 wird der Dorfschulze Richter erwähnt.

### Politische Zugehörigkeit
Die drei Dörfer Niewisch, Pieskow und Speichrow gehörten bis 1816 als Exklave zum Gubener Kreis, kamen dann in der Kreisreform von 1815/6 erst zum Kreis Lübben. Sie verblieben bei der Kreisreform von 1950 in der DDR zunächst beim Kreis Lübben. Sie kamen aber mit der Kreisreform von 1952 zum Kreis Beeskow, der 1990 in „Landkreis Beeskow“ umbenannt wurde. Im Zuge der Ämterbildung 1992 im Land Brandenburg schloss sich Niewisch mit 15 anderen Gemeinden zum Amt Friedland (Niederlausitz) zusammen. In der Kreisreform von 1993 wurden die Kreise Beeskow, Fürstenwalde, die kreisfreie Stadt Eisenhüttenstadt und der Landkreis Eisenhüttenstadt zum Landkreis Oder-Spree zusammengeschlossen. Pieskow und Niewisch kamen zum neuen Landkreis Oder-Spree. Der Südteil des Kreises Beeskow wurde jedoch abgetrennt und zum Landkreis Dahme-Spreewald geschlagen, darunter auch Speichrow. So verläuft heute die Kreisgrenze zwischen den früheren „Wasserdörfern“.
Pieskow verlor seine Selbständigkeit, als es sich 2001 freiwillig mit 13 anderen Gemeinden des Amtes Friedland/Niederlausitz zur neuen Stadt Friedland zusammenschloss. Das Amt Friedland/Niederlausitz wurde zum 26. Oktober 2003 aufgelöst. Seit 2001 ist Pieskow daher ein Ortsteil der Stadt Friedland. Der Ortsbeirat besteht aus drei Mitgliedern. Derzeit (Anfang 2015) ist André Benkow Ortsvorsteher.

### Kirchliche Geschichte
Pieskow hat keine Kirche und war immer nach Niewisch eingepfarrt.

## Denkmale und Sehenswürdigkeiten
Die Denkmalliste des Landes Brandenburg für den Kreis Dahme-Spreewald verzeichnet zahlreiche Bodendenkmale:
- Nr.90295 Flur 1: Gräberfeld Bronzezeit
- Nr.90754 Flur 2: Gräberfeld Bronzezeit
- Nr.90757 Flur 1: Gräberfeld Bronzezeit
- Nr.90760 Flur 1: Siedlung Urgeschichte
- Nr.90761 Fluren 1,2: Siedlung Urgeschichte
- Nr.90762 Flur 1; Siedlung Steinzeit
- Nr.90763 Flur 1: Siedlung Bronzezeit
- Nr.90764 Flur 1: Rast- und Werkplatz Mesolithikum
- Nr.90765 Flur 1: Dorfkern deutsches Mittelalter, Dorfkern Neuzeit
- Nr.90758 Pieskow Flur 1/Speichrow Flur 4: Siedlung Bronzezeit, Siedlung Eisenzeit
- Nr.90759 Pieskow Flur 1/Speichrow Flur 4: Siedlung Bronzezeit, Siedlung Eisenzeit, Rast- und Werkplatz Paläolithikum